# Vasasenaten

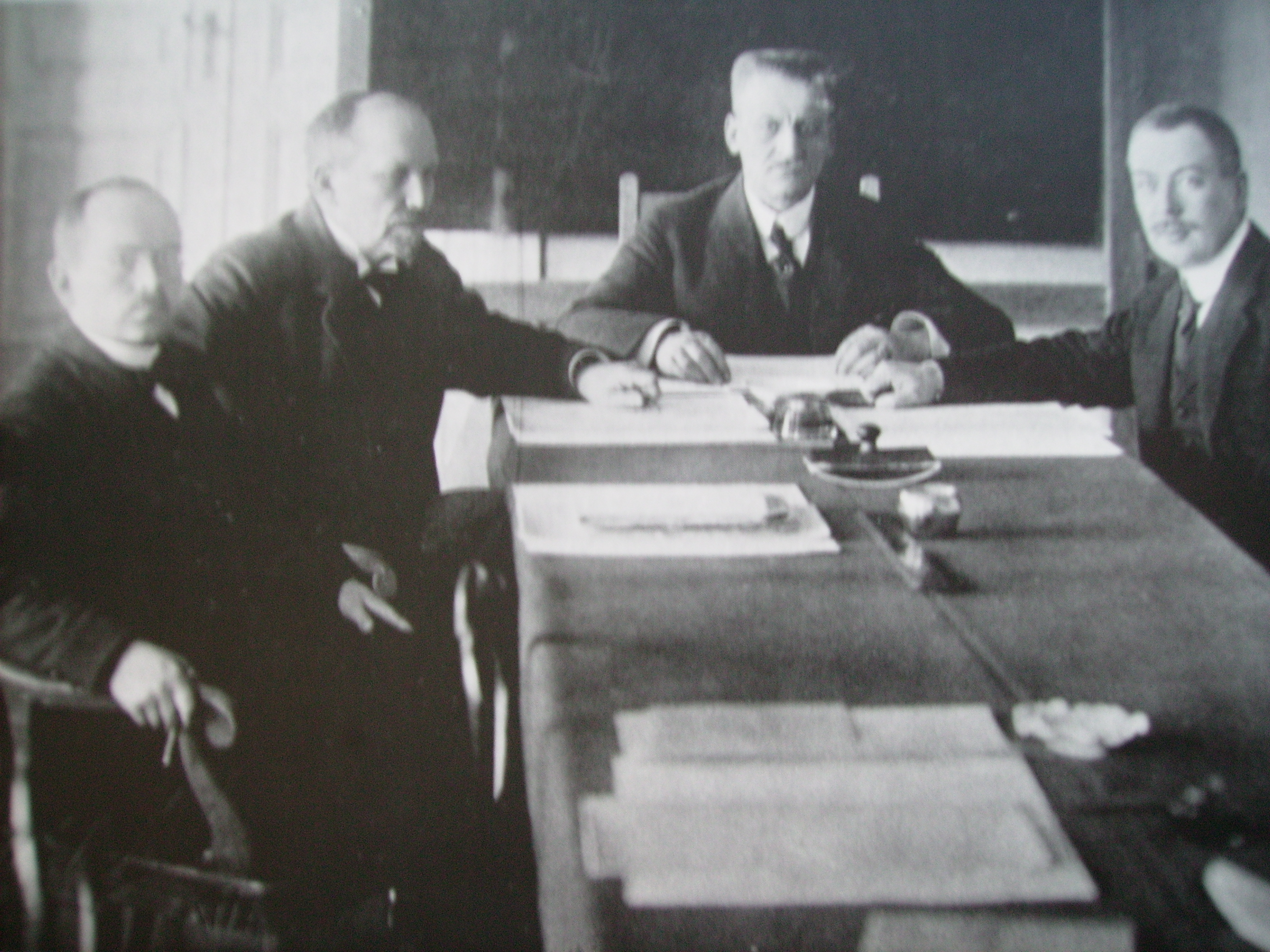
Vasasenatens första session den 1 februari 1918. Från vänster: Eero Yrjö Pehkonen, Juhani Arajärvi, Heikki Renvall och Alexander Frey.

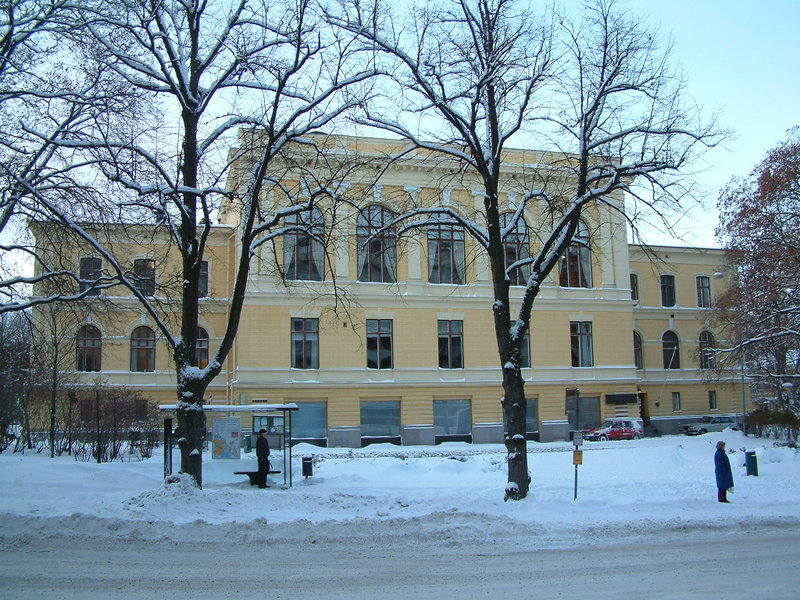
Vasa stadshus

Vasasenaten utgjordes under finska inbördeskriget 1918 ursprungligen av fyra senatorer från den s.k. självständighetssenaten som etablerade en vit regering i norr medan de röda etablerade en revolutionsregering i Helsingfors kallad Finlands folkkommissariat.
Den bildades i samband med första sammanträdet den 1 februari av Heikki Renvall, Alexander Frey, Eero Yrjö Pehkonen och Juhani Arajärvi. I mars månad anslöt sig den forna senatens ordförande Pehr Evind Svinhufvud till skaran. Denne hade flytt Helsingfors via Tyskland och Sverige. 
Redan den 26 januari beslöt den lagliga regeringen i Helsingfors på ordföranden Svinhufvuds förslag att sända tre senatorer till Vasa för att säkerställa regeringsmakten - och upprätthålla goda förbindelser till utlandet. Detta skedde på grund av det alltmer hotande läget i södra Finland. I senatens stadgar stipulerades att senaten i undantagstillstånd var beslutsför om tre senatorer var på plats och enhälliga. Natten mot tisdagen den 29 januari klockan 01.00 anlände Frey, Pehkonen och Renvall från Ylistaro till Vasa. Arajärvi ankom den 1 februari på kvällen. 
Renvall valdes som den äldsta till ordförande samt till chef för handels- och industriexpeditionen, ecklesiastikexpeditionen och utrikesexpeditionen. Arajärvi blev chef för finansexpeditionen och kommunikationsexpeditionen, Pehkonen för jordbruksexpeditionen och livsmedelsexpeditionen och Frey för krigsexpeditionen och justitieexpeditionen. 
Vasasenaten måste vidta åtgärder för att verkställa ett uppbåd. Den 18 februari infördes värnplikt, stödjande sig på Finlands värnpliktslag från 1878. Nya frimärken och sedlar utgavs också. 
Efter befrielsen i Helsingfors börjar senatorerna där, O.W. Louhivuori, Kyösti Kallio, Onni Talas och Arthur Castrén, i nära samarbete med tyskarna sköta landets ärenden. Finland hade då vid tillfället två regeringar som företrädde det vita Finland och en röd regering i Viborg. Den 20 april ställde sig E.N. Setälä, som gömt sig i Borgå, i spetsen för Helsingforssenaten. Den 2 maj avreste Vasasenaten med tjänstemän och arkivalier till Helsingfors. Med på samma tåg reste även Sveriges och Tysklands sändebud. Den 4 maj ankom man till destinationsorten Helsingfors. 